# Mistrzostwa NCAA Division I w Zapasach w 1962
Mistrzostwa NCAA Division I w zapasach rozgrywane były w Stillwater w dniach 22–24 marca 1962 roku. Zawody odbyły się w Gallagher Hall, na terenie Uniwersytetu Stanu Oklahoma.
- Outstanding Wrestler – Gray Simons

## Drużynowo
| Kolejność | Szkoła                    | Zespół         |
| --------- | ------------------------- | -------------- |
| 1.        | Oklahoma State University | Cowboys        |
| 2.        | University of Oklahoma    | Sooners        |
| 3.        | University of Iowa        | Hawkeyes       |
| 4.        | Lehigh University         | Mountain Hawks |

## All American

### 115 lb
| Lp. | Zawodnik       | Szkoła         |
| --- | -------------- | -------------- |
| 1.  | Gray Simons    | Lock Haven     |
| 2.  | Mark McCracken | Oklahoma State |
| 3.  | Okla Johnson   | Michigan State |
| 4.  | Fran McCann    | Iowa           |

### 123 lb
| Lp. | Zawodnik      | Szkoła         |
| --- | ------------- | -------------- |
| 1.  | Masaaki Hatta | Oklahoma State |
| 2.  | Frank Freeman | Northern Iowa  |
| 3.  | Mike Nissen   | Nebraska       |
| 4.  | Rick Martin   | Pittsburgh     |

### 130 lb
| Lp. | Zawodnik      | Szkoła          |
| --- | ------------- | --------------- |
| 1.  | Mickey Martin | Oklahoma        |
| 2.  | Al DeLeon     | Minnesota State |
| 3.  | Tom Huff      | Iowa            |
| 4.  | Lew Kennedy   | Minnesota       |

### 137 lb
| Lp. | Zawodnik    | Szkoła         |
| --- | ----------- | -------------- |
| 1.  | Bill Carter | Oklahoma       |
| 2.  | Bill Dotson | Northern Iowa  |
| 3.  | Doug Wilson | Oklahoma State |
| 4.  | Dan Fix     | Colorado Mines |

### 147 lb
| Lp. | Zawodnik         | Szkoła     |
| --- | ---------------- | ---------- |
| 1.  | Mike Natvig      | Army       |
| 2.  | Kirk Pendleton   | Lehigh     |
| 3.  | Harold Thompson  | Nebraska   |
| 4.  | Daryl Kelvington | Pittsburgh |

### 157 lb
| Lp. | Zawodnik      | Szkoła            |
| --- | ------------- | ----------------- |
| 1.  | Jack Flasche  | Northern Colorado |
| 2.  | Phil Kinyon   | Oklahoma State    |
| 3.  | Ron Pifer     | Penn State        |
| 4.  | Jim Reifsteck | Minnesota         |

### 167 lb
| Lp. | Zawodnik       | Szkoła            |
| --- | -------------- | ----------------- |
| 1.  | Ronnie Clinton | Oklahoma State    |
| 2.  | Terry Isaacson | Air Force         |
| 3.  | Jim Harrison   | Pittsburgh        |
| 4.  | Don Millard    | Southern Illinois |

### 177 lb
| Lp. | Zawodnik     | Szkoła         |
| --- | ------------ | -------------- |
| 1.  | Bob Johnson  | Oklahoma State |
| 2.  | Dean Lahr    | Colorado       |
| 3.  | Ron Paar     | Wisconsin      |
| 4.  | Jim Detrixhe | Lehigh         |

### 191 lb
| Lp. | Zawodnik       | Szkoła            |
| --- | -------------- | ----------------- |
| 1.  | Wayne Baughman | Oklahoma          |
| 2.  | Joe James      | Oklahoma State    |
| 3.  | Ken Houston    | Southern Illinois |
| 4.  | Pat Clock      | Lewis & Clark     |

### Open
| Lp. | Zawodnik        | Szkoła         |
| --- | --------------- | -------------- |
| 1.  | Sherwyn Thorson | Iowa           |
| 2.  | Roger Pillath   | Wisconsin      |
| 3.  | John Baum       | Michigan State |
| 4.  | Rory Weber      | Northwestern   |